# Pseudonadagara semicolor
Pseudonadagara semicolor är en fjärilsart som beskrevs av W. Warren 1895. Pseudonadagara semicolor ingår i släktet Pseudonadagara och familjen mätare. Inga underarter finns listade.